# Elaeocarpus chelonimorphus
Elaeocarpus chelonimorphus är en tvåhjärtbladig växtart som beskrevs av John Wynn Gillespie. Elaeocarpus chelonimorphus ingår i släktet Elaeocarpus och familjen Elaeocarpaceae. Inga underarter finns listade i Catalogue of Life.